# 声区
声区（せいく、レジスタ、英: Voice register）とは、音楽で発声（人声および楽器の発音）の分類に関わる語である。器楽ではパイプオルガンなどで使われる言葉で、声楽用語の声区はパイプオルガンにおける概念を人の声に当てはめたものといわれる。
英語ではvoice-registerなどが使われる。単に「voice」というと声種の意味合いが強いが、声区を指していることもあるため混乱しやすい（voce（伊）やvoix（仏）Stimme（独）など、およびそれらの日本語訳の「声」にも同じことがいえる）。また、voice-registerやvocal-registerが声の「音域」などと訳されていて誤解を生むことがある。

## オルガンのレジスタ
パイプオルガンの発音源であるパイプは、全音域に渡って一種類であることはなく、高い音域は金属製のフルー管、低い音域は木製閉管リード管といった具合に、数種類が使い分けられており、その組み合わせを変えて音色を調整する。この発音体（管）の種類の違いやその組み合わせの違いによる区分がレジスタである。「ストップ（音栓）」と同じ概念とすることもあるが、ストップはレジスタを切り替えるための装置を指すことが多い。

## 声楽におけるレジスタ
歌唱やその訓練において、主に発声者の体感、諸器官の働き方の違いで声を分けるとき、一連の声のシリーズを声区（レジスタ）と呼び、音色で分ける「声種」とは区別される。

### 声区と声種
声区と声種の違いは、簡単に言うと発声機構が声区で、音色（スペクトルやソナグラムに現れる）が声種である。ただし、発声機構と音色との間には関連性があり、声種と声区を完全に切り離して考えることはできない。
米国のポピュラー音楽ではライトボイスとヘビーボイスの二つの「声種」に分けることが多く、「声区」という言葉は不要という指導者が多い。これは米国人の多くが換声点の目立たない発声をするため、「声区」を体感しにくいことが影響している。一方で日本人、特に男性の多くは換声点が非常に目立つ発声で、逆に「声種」を理解し辛い状況にある。日本人女性には（米国人の多くと同じく）「声区」が分からないという人が多い。

### 換声点
声区と声区の移り目のことを換声点やブレイクポイントなどという。パッサージョという言葉も有名だが、これは「換声点を通過する」「声区を転換する」という意味である。
各声区には重複部分があるので、声区転換は、音域的には上の声区の最低音から下の声区の最高音までの範囲で任意の高さで行える。ロングトーンの途中で音高を変えずに声区を転換すること（メッサ・ディ・ヴォーチェ）も可能である。一方、歌の苦手な人や普段歌う機会の少ない人たちにおいては、各声区の間に自分では発声できない音高・音域がしばしば生じる。あるいはたった1つの声区だけしか歌唱に利用できない人もいる。言葉柄誤解されるが、あくまで「声区を移った結果換声点が現れる」のであって、「換声点に達したから移る」のではない。声区の捉え方によって換声点にも幾つかの種類があるが、特に顕著に現れるものが一つだけ存在し、ただ「換声点」というときはこの最も顕著なものをいう場合が多い。その他の換声点は無意識のうちに過ぎてしまうことも多い。

### 声区の名称
声楽では胸声、頭声、中声、ファルセットの四つが一般的である。頭声、胸声などは管楽器の一部でも使われる言葉である。他にフラジオレット（スーパーヘッドボイス（極高声）、ホイッスルボイス）、シュトローバス（エッジサウンド（エッジボイス）、ボーカルフライ）などがあるが、先の四つに比べればあまり使われない。これらの語は声区を示すにも声種を示すにも用いられる。特に声区の場合のみ胸声区、頭声区、中声区、という言い方もする。日本語の地声、裏声は多くの場合声区を表し、声種的に使われることは少ない。

### 原理
声がいくつかの声区へ分かれる原因は人間の発声機構にある。発声器官には音高を調節する機構が二系統（主に輪状甲状筋による声帯伸展機構と、甲状披裂筋による声門閉鎖機構）存在する。発声技術が未熟なひとは、この二つの機構をそれぞれ単独で働かせるため二種類の声に分かれる。上級者は両機構を同時に使って発声できるが、音高調節の主体がどちらになるかで区別が残る。さらに融合が進むと音高調節が完全な協調作業となり、声区の区別はつかなくなる。

### 声区論
声区を生み出す発声メカニズムは未だ完全解明されていない。ゆえに人間の声区は本来いくつなのか、訓練の際にはいくつに分けるべきか、といったことが声楽家や音楽家、音声学者達によって論じられてきた。逆に、流儀による発声技術や指導方針の違いは、声区の解釈の違いから生じているところが大きい。声楽においては二声区主義と三声区主義が多い。
一声区主義の立場
換声点が生じるのは発声が不自然なものであるから、という解釈である。現在あまり一般的ではない。これに似たものとして、個人が声区と音域を増やそうとする努力は聴衆の不満が大きいので、各自が最も楽に発声・呼吸できる声区に専念するべきだ、という主張がある。
多声区を主張する場合も、技能向上の結果、声区の区別は無くなると考える人が多いが、これは複数の声区を自由に行き来出来る（声区融合）ということなので、始めから一つだけであるべきとする一声区主義とは少々意味合いが異なる。
(2)二声区(a)
19世紀初頭までは男性歌手は換声点（最も顕な換声点）より上の音域をファルセットで歌っていたため、この時代に由来する古いベルカントではこの換声点で二つに分け、それぞれを下を胸声、上を頭声、またはファルセットと呼び、両方を実声として鍛え上げる。また、この場合女声は低音をフォルテで出すために男声のような太い声が必要となる部分を換声点とするため、男女とも換声点が実音で同じ音域に存在し、女声の音域はほとんどがファルセット、または頭声として扱われる。
(3)二声区(b)
「二声区(a)」のうちいずれか一方を実声とし（もう一方は声区としては扱わず）、実声とした側の音域を広げ、これを二つに分ける。男声は「二声区(a)」で「胸声」とした側、女声は「頭声」とした側を実声とすることがほとんどである。
(4)三声区(a)
「二声区(b)」を更に三つの声区に分ける。この場合、二声区(a)の下側を実声とした場合（男声に多い）は上側の換声点が二声区(a)の換声点と関係が深い。三つの声区は普通、低いほうから胸声、中声、頭声と呼ばれる。この声区分はドイツ式といわれることがある。
(5)三声区(b)
「二声区(a)」の一方を更に二つに分ける（弱い換声点をひとつ設ける）、もしくは元の換声点を内包する第三の声区を新たに設ける。全体で3つの声区とする。
(3)、(4)、で「二声区(a)」のうちどちらを実声とするか、または分けるかは流儀によっても異なり、男女で逆になる場合もある（男声は下側、女声は上側を歌唱で主に用いる実声とする場合が多い）。
(6)四声区、五声区
二声区や三声区のいずれかの分類に、ファルセットやフラジオレット、シュトローバスなどを加えて数える。
(7)無数声区
音高や音量の変化によって声区は変化し、声区の数は無数にあるという捉え方。こういう場合、「声区」という言葉の解釈自体が、より一般的なものとはかけ離れていることがある。

### ブレイクと声区融合
換声点で調子が外れたり音色が急変してしまうことをブレイクという。声が「裏返る」ことである。一方の声区に不慣れであったり声が大きすぎたりして発声のバランスが悪いとブレイクが目立ちやすい。
声区融合とは聴いている人にできるだけ換声点がわからないようにし、声区間を自由に行き来し、さらには複数の声区の（声種的な）特徴を兼ね備えた声を出すことである。声区融合が進めばブレイクを起こさずに歌えるようになり、より高い音をしっかりした実声で歌えるようになる。声区融合が進むにつれ、声区の分別が歌唱者本人にもわかりにくく曖昧になっていく（19世紀前半以前の古いベルカントの訓練法では、声を鍛える過程では声区の分別を失ってはならないとし、中途半端に融合した状態は歌唱訓練に最も適さないとして忌避されるという。しかし両声区が十分に鍛えられた後には融合が図られる）。
声区融合に関連する技術に、ミックスボイス（英）、ヴワ・ミクスト（仏: voix-mixte）、ヴォーチェ・フィンタ（伊: voce-finta）、ヴォーチェ・ディ・フィンテ（伊: voce di finte）などがある。声区融合は日本ではボイスミックスという言葉でも知られている。